# Танковое кольцо
Танковое кольцо (тат. Танк боҗрасы) — крупный круговой перекрёсток (дорожное кольцо) с транспортной развязкой в Приволжском районе Казани.

## Название
Официального названия данный круговой перекрёсток до сих пор не имеет. Танковое кольцо — это неформальное название, возникшее в обиходной речи ещё в советский период, которое тем не менее активно используется, в том числе в средствах массовой информации и в проектной документации. Также название Танковое кольцо используется в некоторых картографических ресурсах, например, «Яндекс.Народная карта» и «OpenStreetMap».
Наиболее вероятно, что данное неофициальное название произошло от названия выходящей на кольцо улицы Танковой, проложенной в середине 1970-х годов по руслу Танкового оврага. По другой версии — от названия расположенного поблизости Казанского высшего танкового командного училища.

## Территориальное расположение
Танковое кольцо расположено в южной части Казани, на пересечении важных городских магистралей — Оренбургского тракта, проспекта Универсиады и Танковой улицы, а также четырёх второстепенных улиц — Комарова, 2-й Туринской, Барнаульской (посёлок Первомайский) и безымянного проезда в сторону посёлка Старые Горки. Данный круговой перекрёсток полностью находится на территории Приволжского района, но с северо-восточной стороны, в районе соединения с улицей Комарова, к нему примыкает территория Советского района.
Танковое кольцо находится на южном направлении выезда из города — в сторону аэропорта им. Габдуллы Тукая.

## История

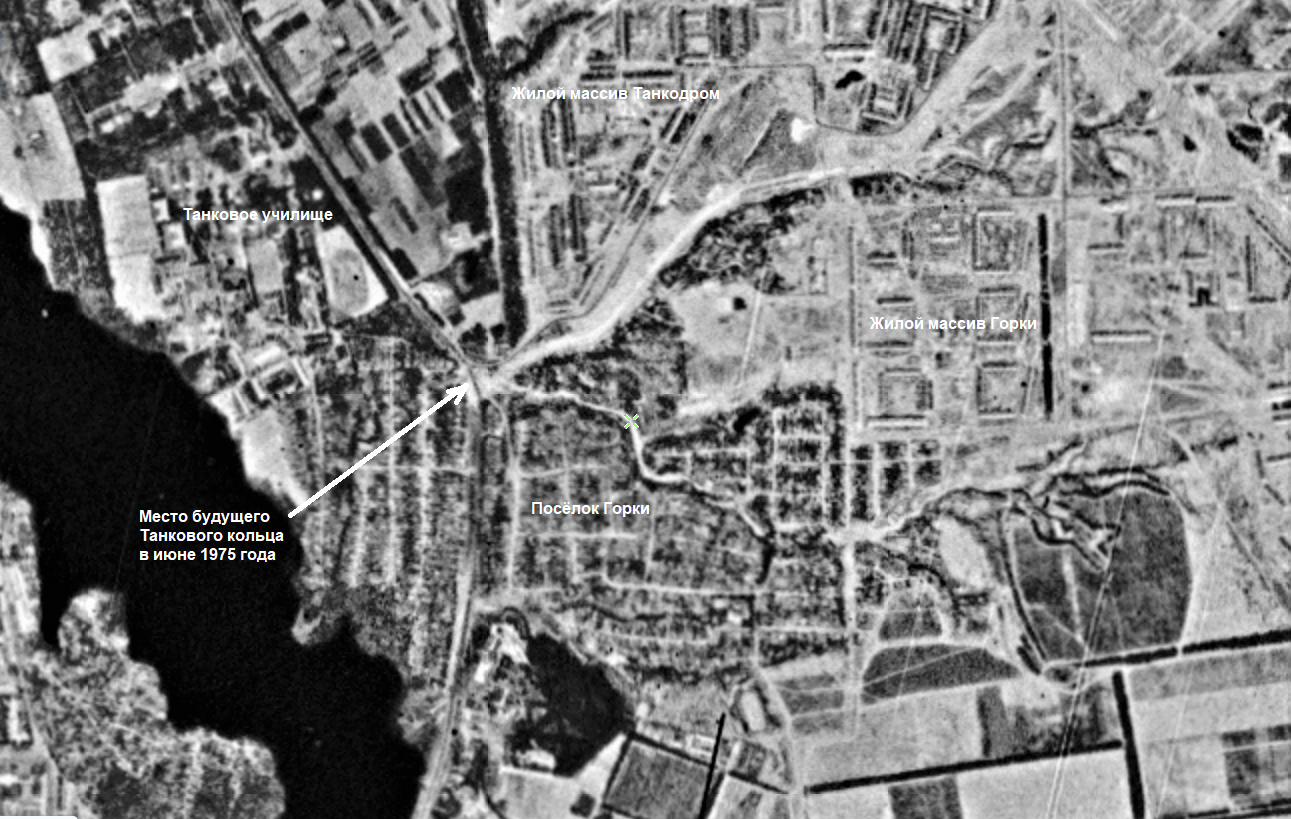
Место будущего Танкового кольца на Оренбургском тракте, 1975 год

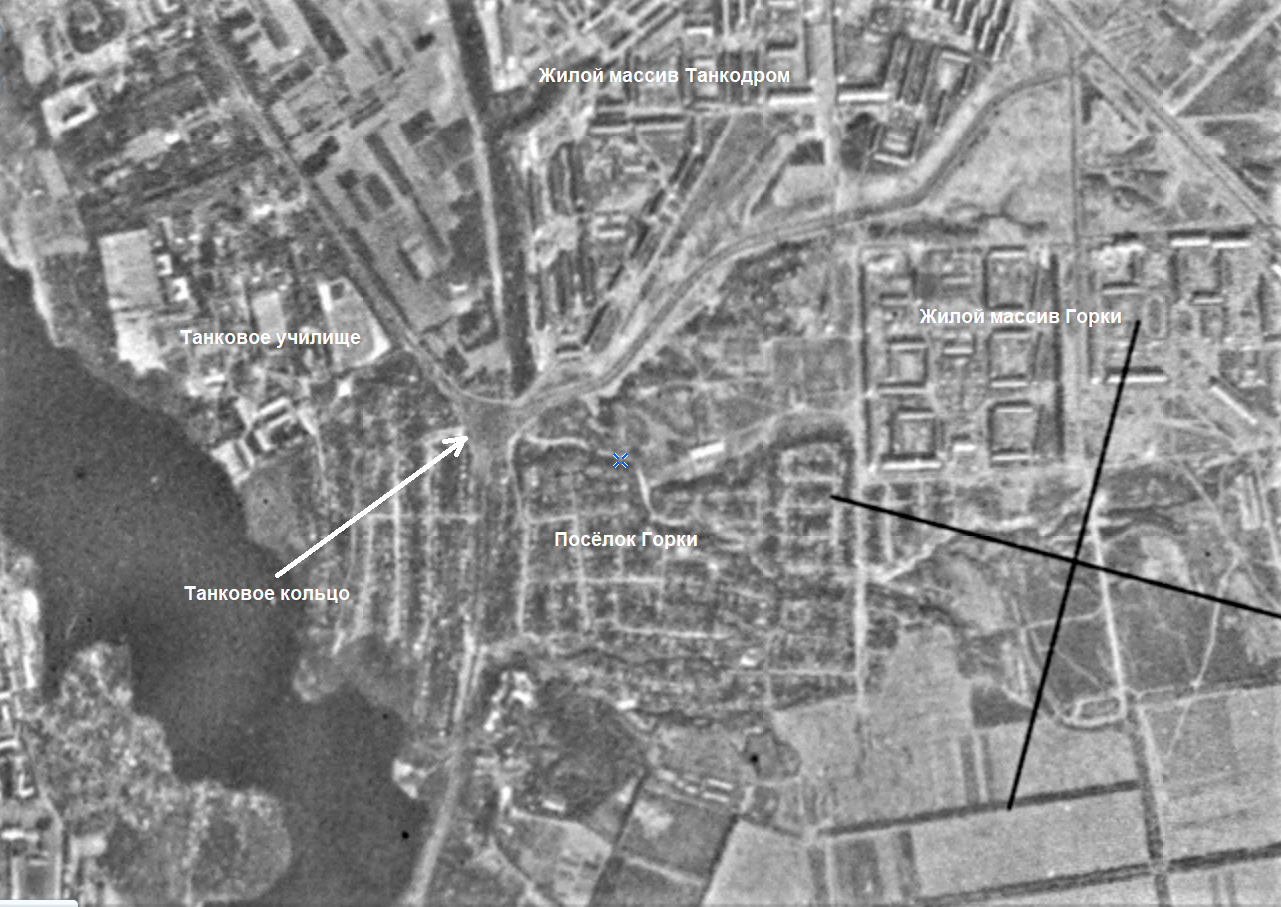
Танковое кольцо в 1977 году

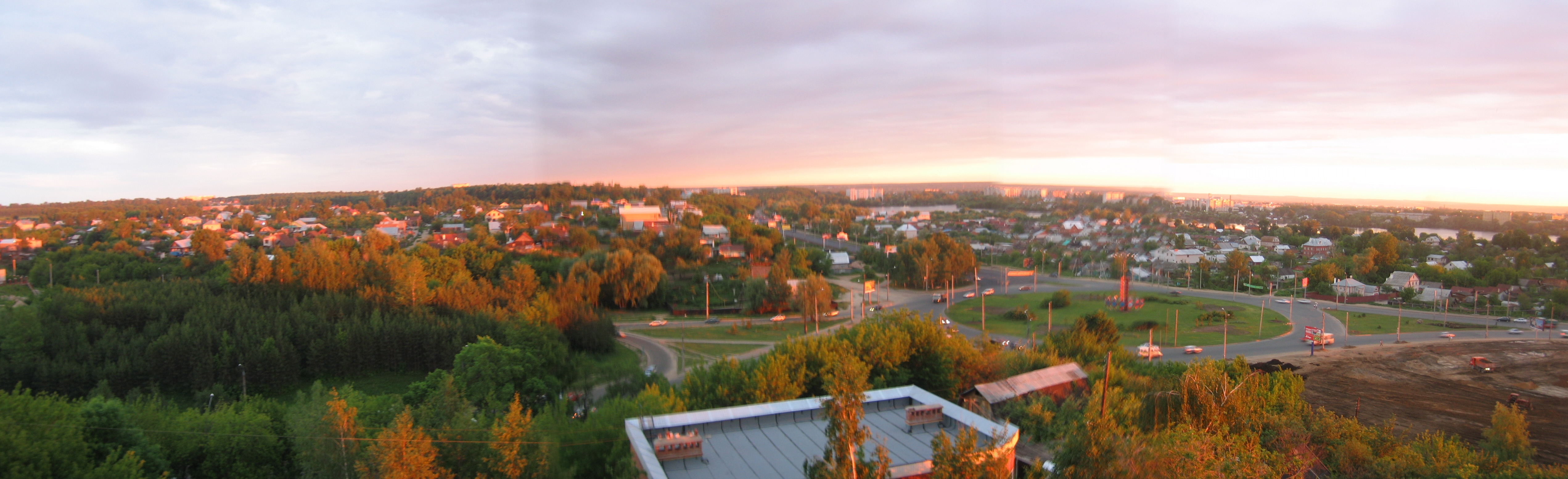
Танковое кольцо в 2009 году

### Создание Танкового кольца
Танковое кольцо появилось в середине 1970-х годов, до этого времени здесь проходила только одна магистраль — Оренбургский тракт. Создание дорожного кольца стало возможным после того, как вдоль русла Танкового оврага проложили улицу Танковую с выходом на Оренбургский тракт, которая соединила новостройки жилого района Горки с центральной частью Казани. Наиболее вероятно, что Танковое кольцо было построено в 1976 году, когда по улице Танковой было открыто троллейбусное движение (8-й маршрут). Анализ космических снимков данного района косвенно подтверждает это предположение. На снимке 1975 года Танкового кольца ещё нет, а строящаяся улица Танковая не имеет асфальтового покрытия, за исключением небольшого участка. В то же время на снимке 1977 года отчётливо просматривается Танковое кольцо, соединяющее Оренбургский тракт с новой асфальтированной магистралью — улицей Танковой.
Появление Танкового кольца позволило упорядочить движение транспорта в этом районе. Однако с конца 1990-х годов в Казани начинается стремительный рост автомобилизации населения, в результате чего на городских магистралях в часы пик стали возникать дорожные заторы и пробки. Танковое кольцо превратилось в одно из таких мест.

### Строительство транспортной развязки
В процессе подготовки Казани к проведению XXVII Всемирной летней Универсиады 2013 года было принято решение о модернизации транспортной инфраструктуры города, предусматривавшей в том числе строительство новых дорог и транспортных развязок. В частности, было принято решение о создании дополнительного транспортного коридора от Танкового кольца в сторону центра города (проспект Универсиады) и строительстве на кольце двухуровневой транспортной развязки. Кроме того, южнее Танкового кольца было запланировано строительство эстакады, позволяющей автотранспорту беспрепятственно двигаться по Оренбургскому тракту в сторону выезда из города, минуя пересечение с Фермским шоссе.
Транспортная развязка на Танковом кольце и эстакада на пересечении Оренбургского тракта с Фермским шоссе были спроектированы ГУП «Татинвестгражданпроект» совместно с Институтом по проектированию дорожного хозяйства «Татдорпроект». Их строительство осуществлялось в 2011—2013 годах (движение по эстакаде на пересечении Оренбургского тракта с Фермским шоссе был открыто в августе 2012 года). Основным подрядчиком была компания ПСО «Казань». В эти же годы шло строительство и новой магистрали (проспект Универсиады), которая благодаря возведённому над Танковым кольцом путепроводу переключила на себя основную часть автомобильного потока, за исключением общественного пассажирского транспорта. Кроме того, южнее Танкового кольца над проезжей частью Оренбургского тракта компанией «Эстель» был возведён крытый надземный пешеходный переход, связавший между собой два посёлка (жилых массива) — Старые Горки и Первомайский.
Официальное открытие всех вышеуказанных объектов состоялось 23 июня 2013 года в присутствии Президента Республики Татарстан Р.Н. Минниханова и мэра Казани И.Р. Метшина. Впрочем, рабочее движение по транспортной развязке на Танковом кольце было открыто раньше.

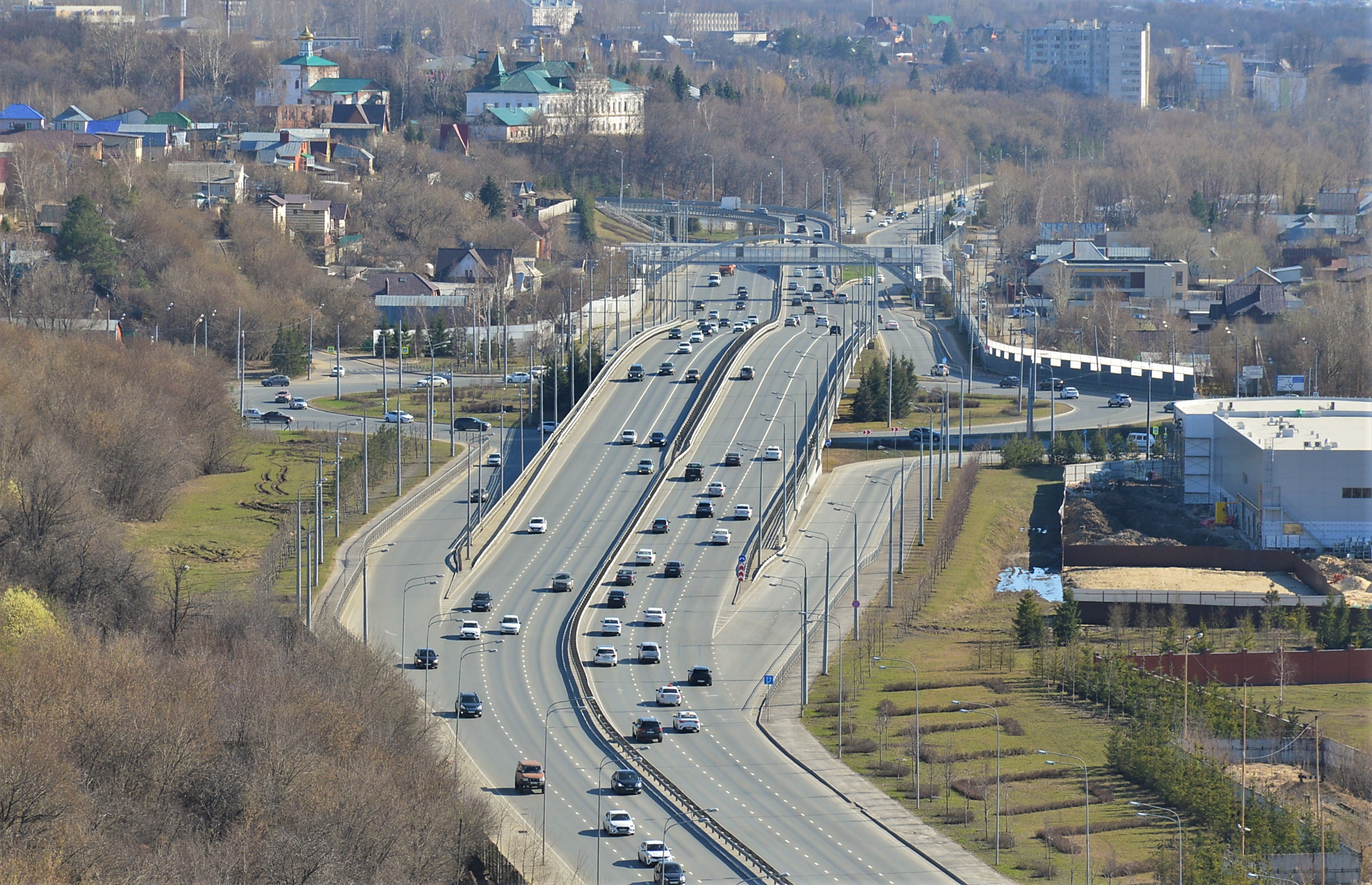
Путепровод над Танковым кольцом: вид со стороны проспекта Универсиады
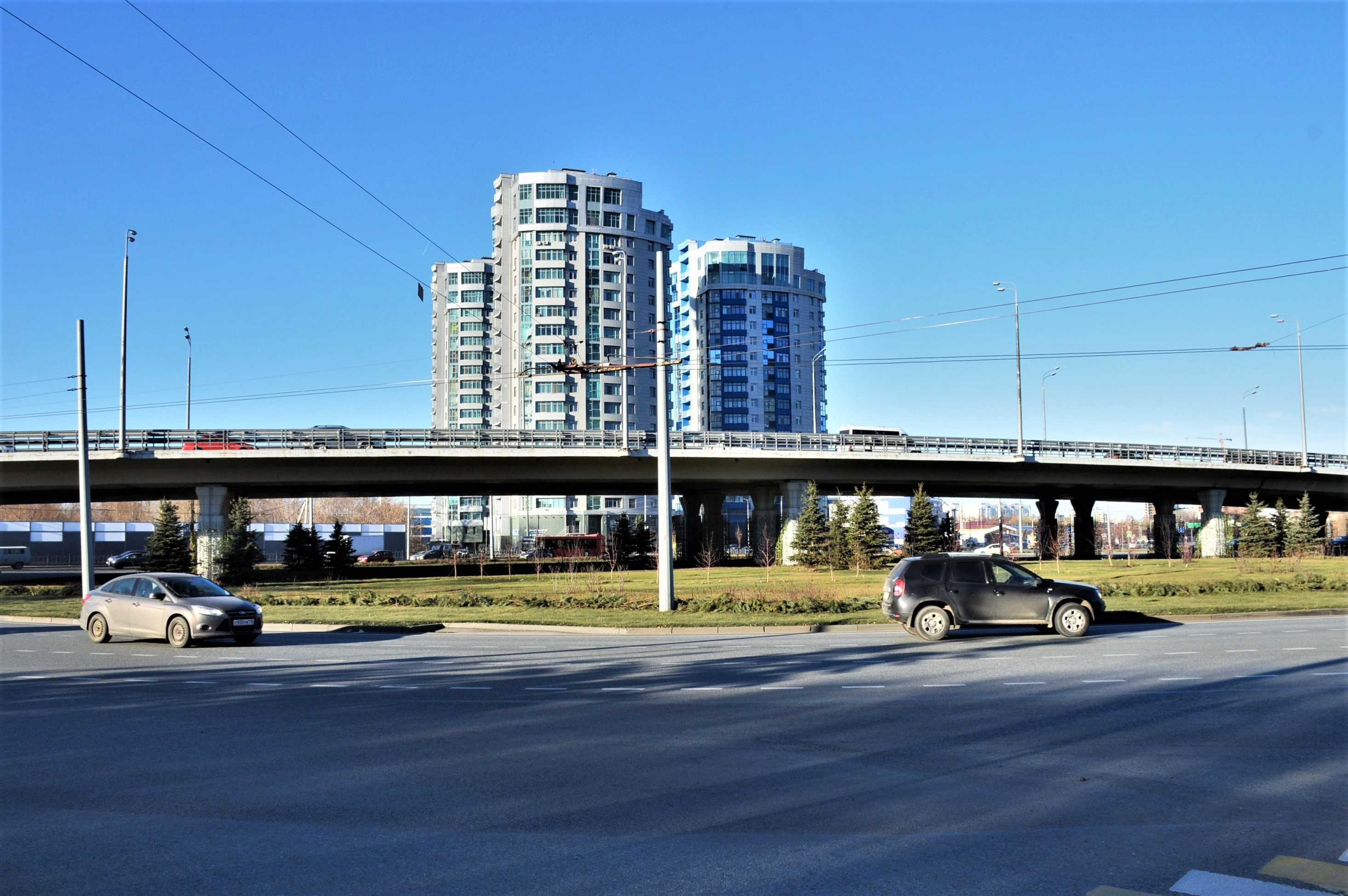
Путепровод над Танковым кольцом
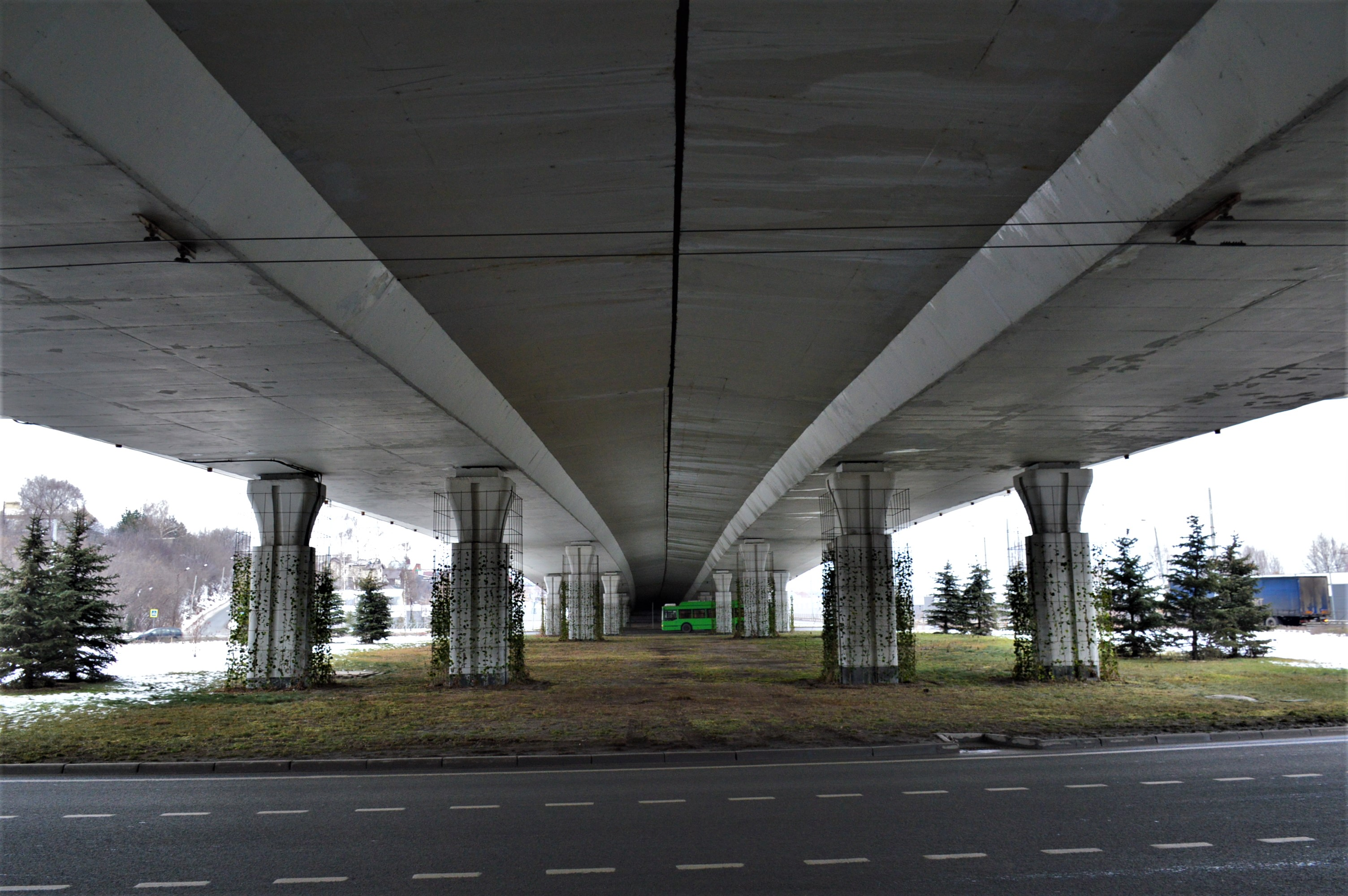
Под путепроводом на Танковом кольце
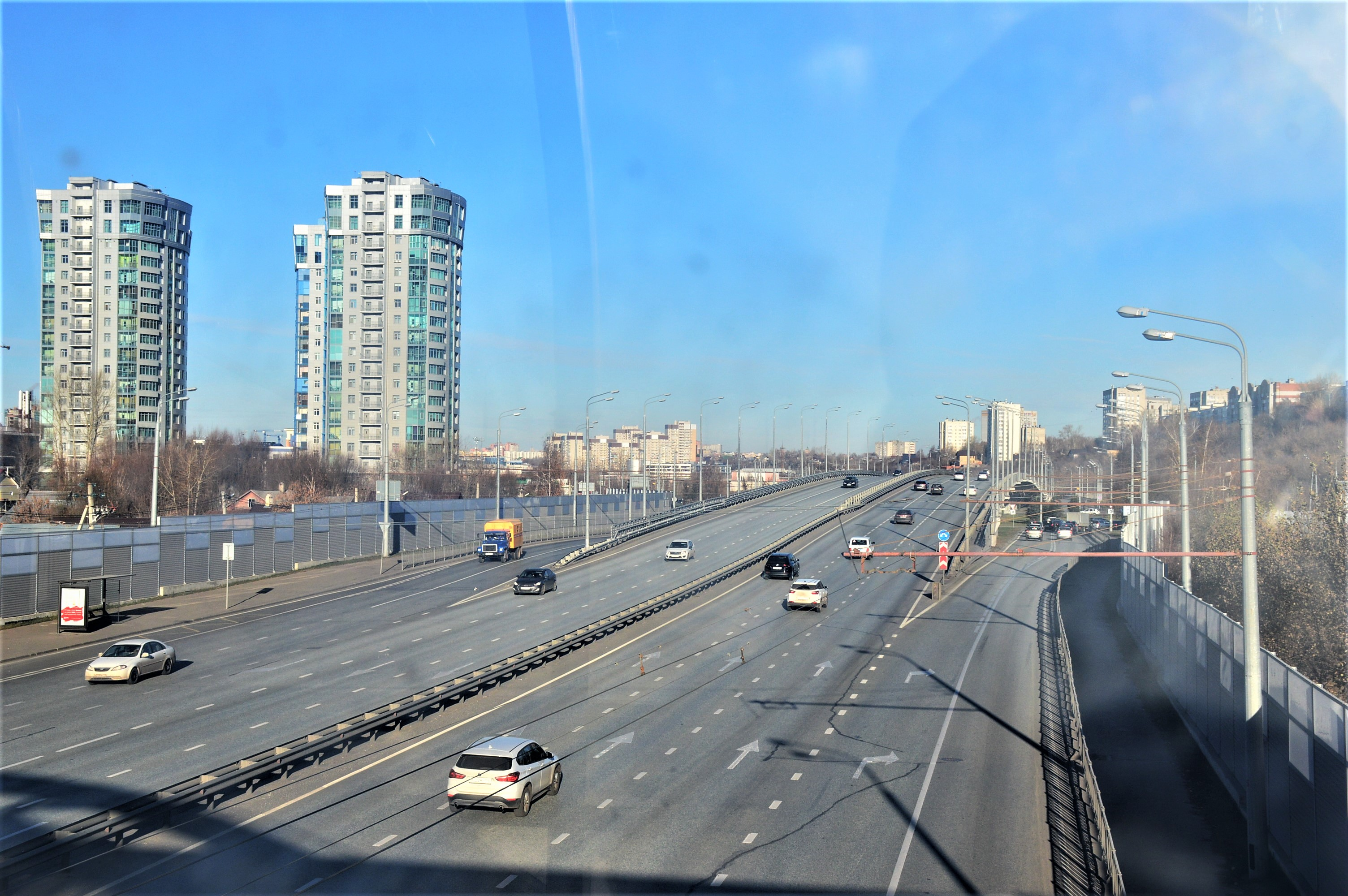
Путепровод на Танковом кольце: вид от Оренбургского тракта в сторону проспекта Универсиады
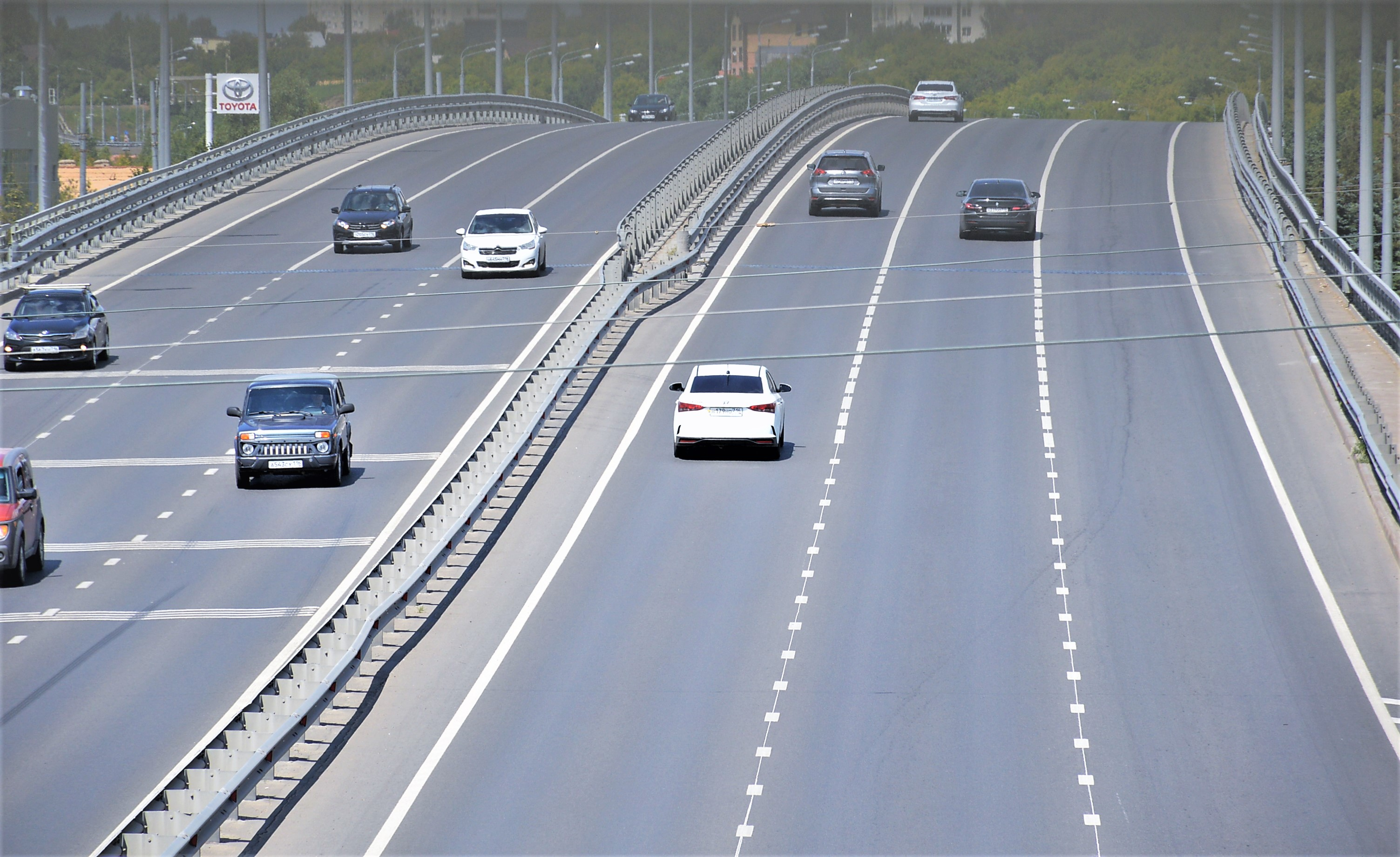
Путепровод на Танковом кольце: вид от Оренбургского тракта в сторону проспекта Универсиады
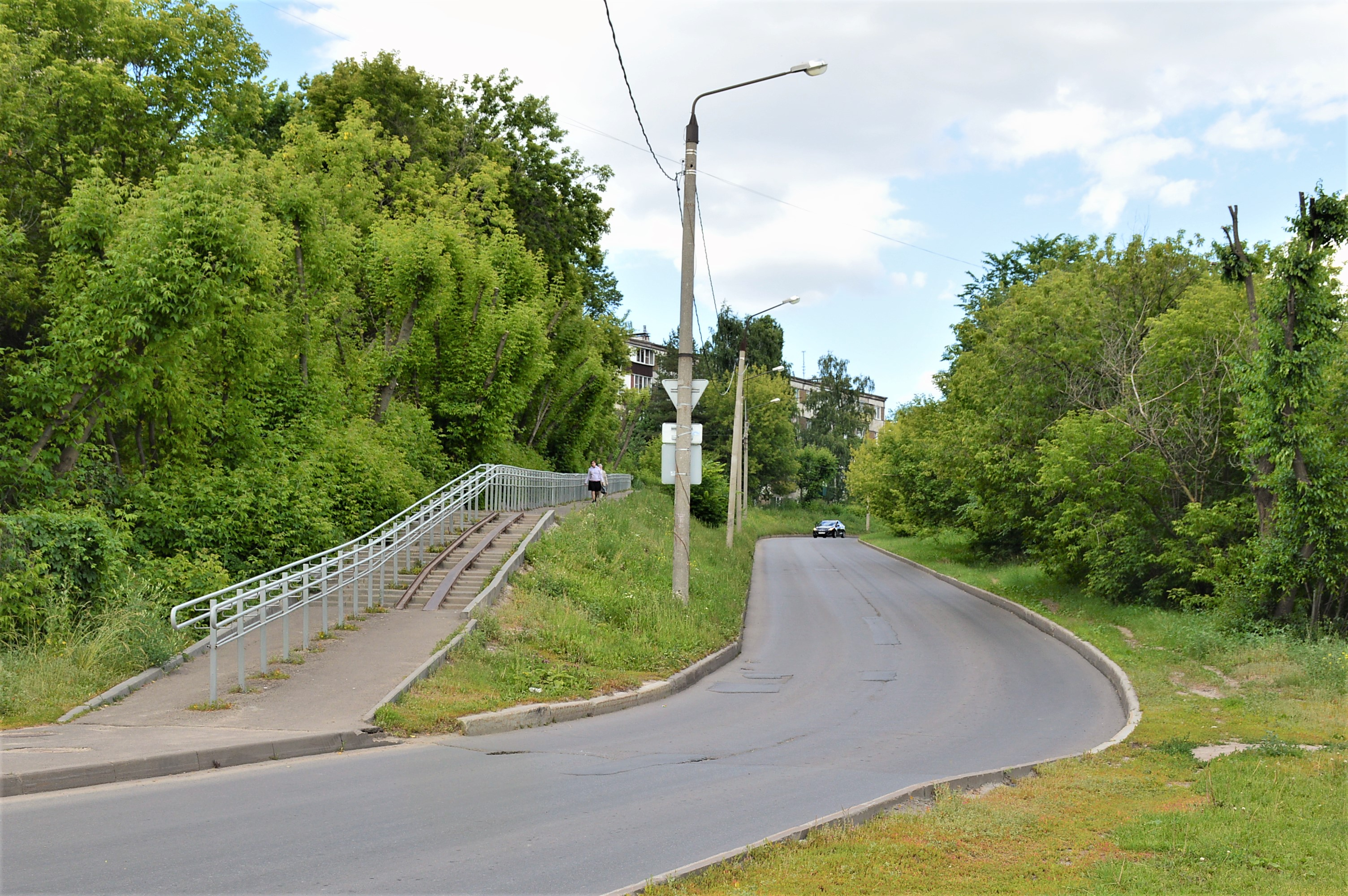
Вид на улицу Комарова со стороны Танкового кольца

### Характеристика транспортной развязки
Транспортная развязка на Танковом кольце состоит из путепровода длиной 267,6 м и дорожного кольца под ним. Ширина путепровода — более 30 м (2×15,35 м). Число полос движения на разных участках транспортной развязки — от 2 до 8 (непосредственно на самом путепроводе — 6). Общая площадь асфальтобетонного покрытия — 26 620 кв. м. Неотъемлемым элементом транспортной развязки также является расположенный южнее Танкового кольца крытый надземный пешеходный переход.
Эстакада на пересечении Оренбургского тракта с Фермским шоссе представляет собой поворотный путепровод длиной 236 м, обеспечивающий бесперебойное движение от центра города в сторону аэропорта.
Фактически оба вышеуказанных объекта являются элементами единого комплекса, благодаря чему транспортная развязка на Танковом кольце стала самой большой из всех 12 транспортных развязок, возведённых в Казани к летней Универсиаде 2013 года.

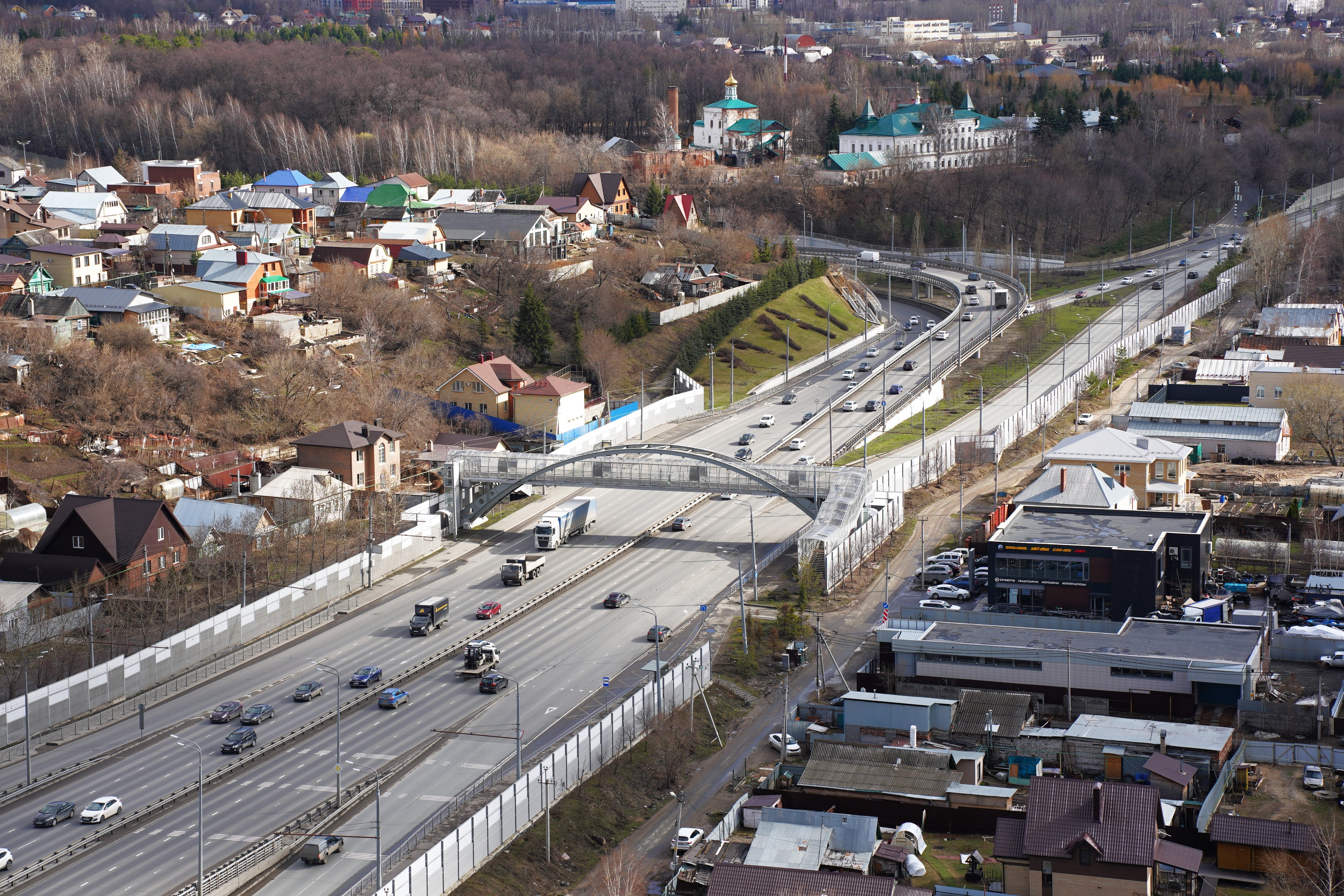
Надземный пешеходный переход и поворотная автомобильная эстакада на Оренбургском тракте
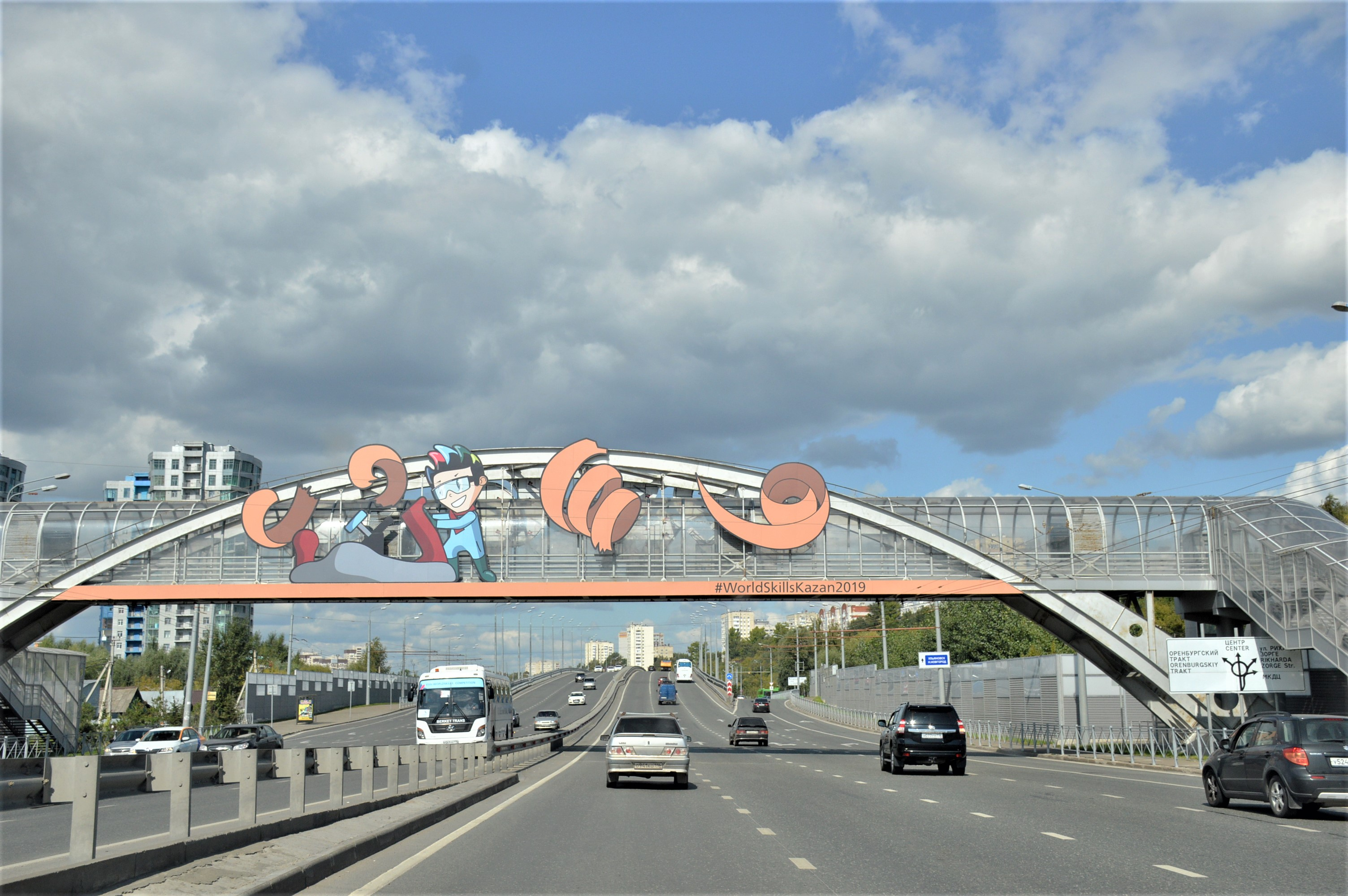
Надземный пешеходный переход на Оренбургском тракте: вид в сторону Танкового кольца
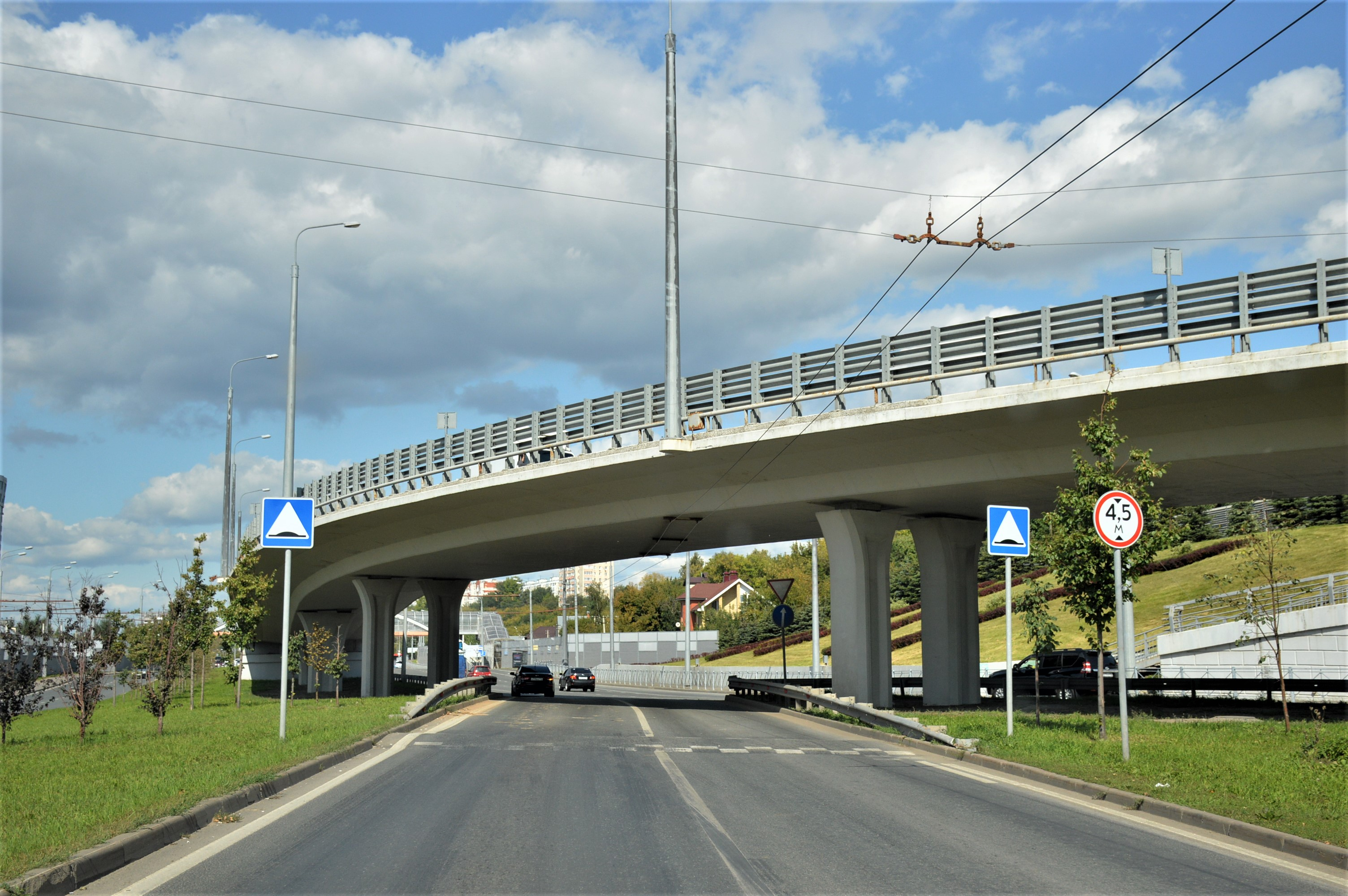
Эстакада на пересечении Оренбургского тракта с Фермским шоссе: вид в сторону Танкового кольца
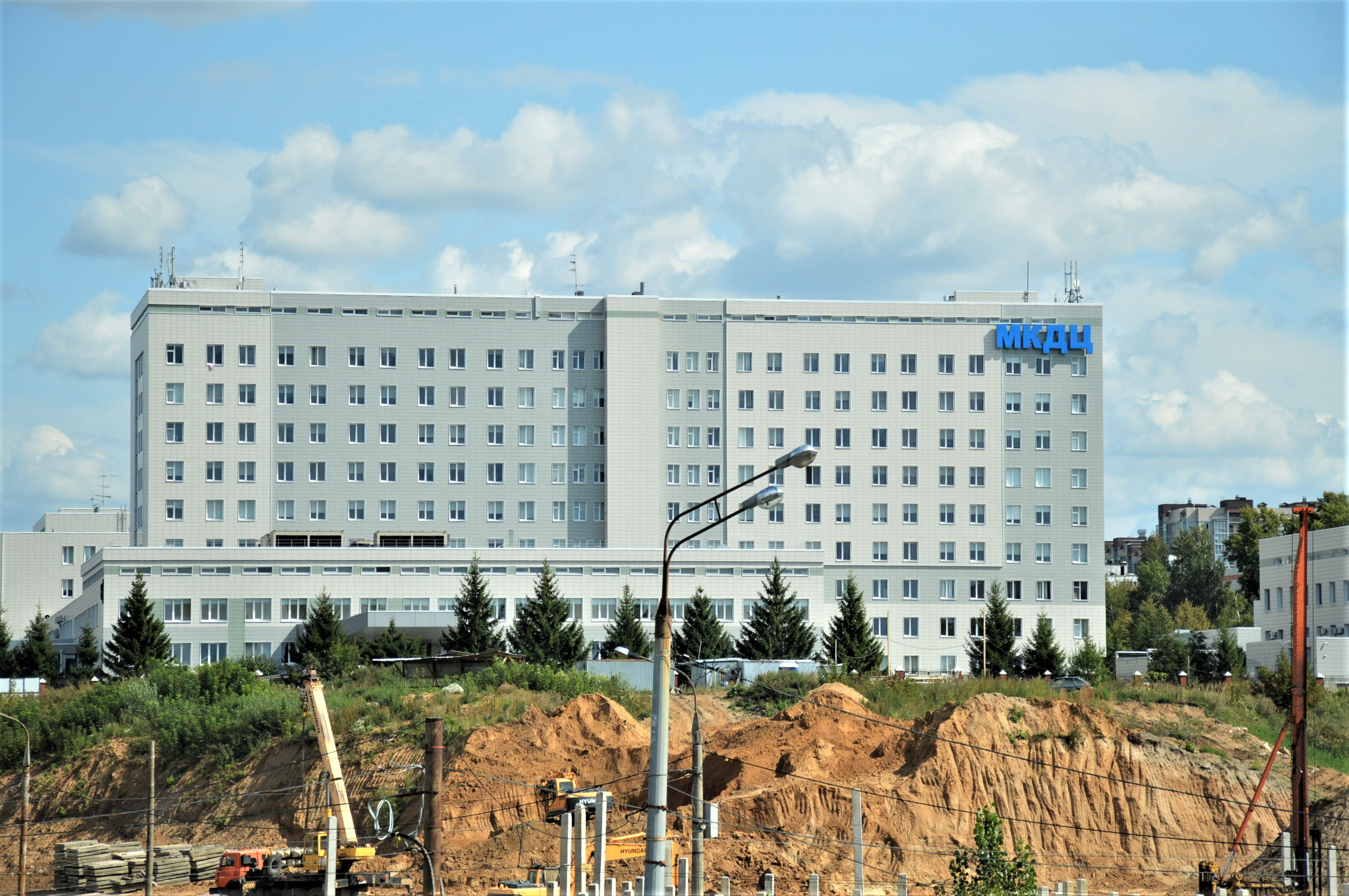
Вид на Межрегиональный клинико-диагностический центр (МКДЦ) с путепровода на Танковом кольце (до появления ЖК «Авалон Сити»), 2019 год
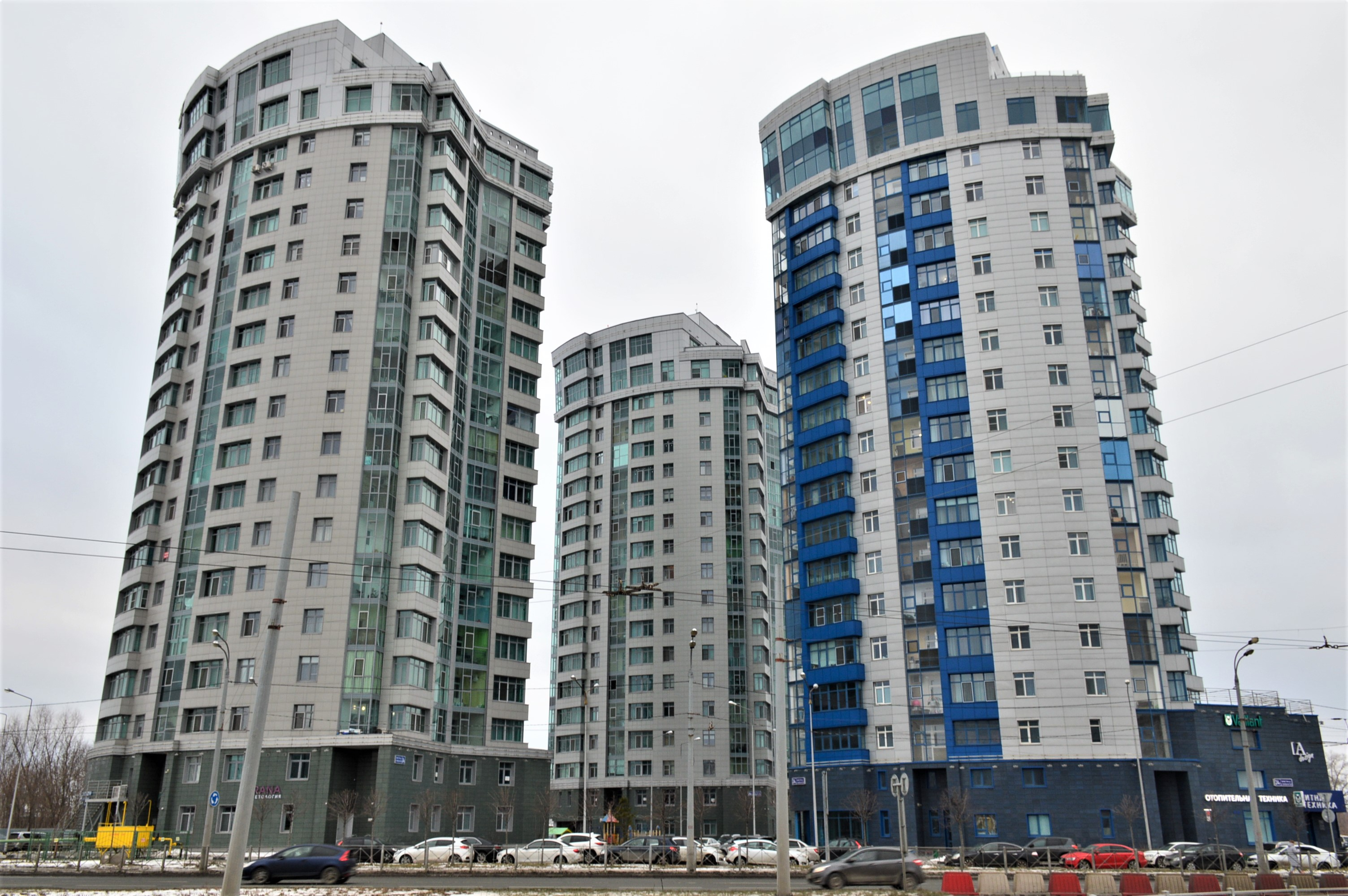
Жилой комплекс «Чистое Небо» на Танковом кольце: Оренбургский тракт, 24А, 24Б, 24В
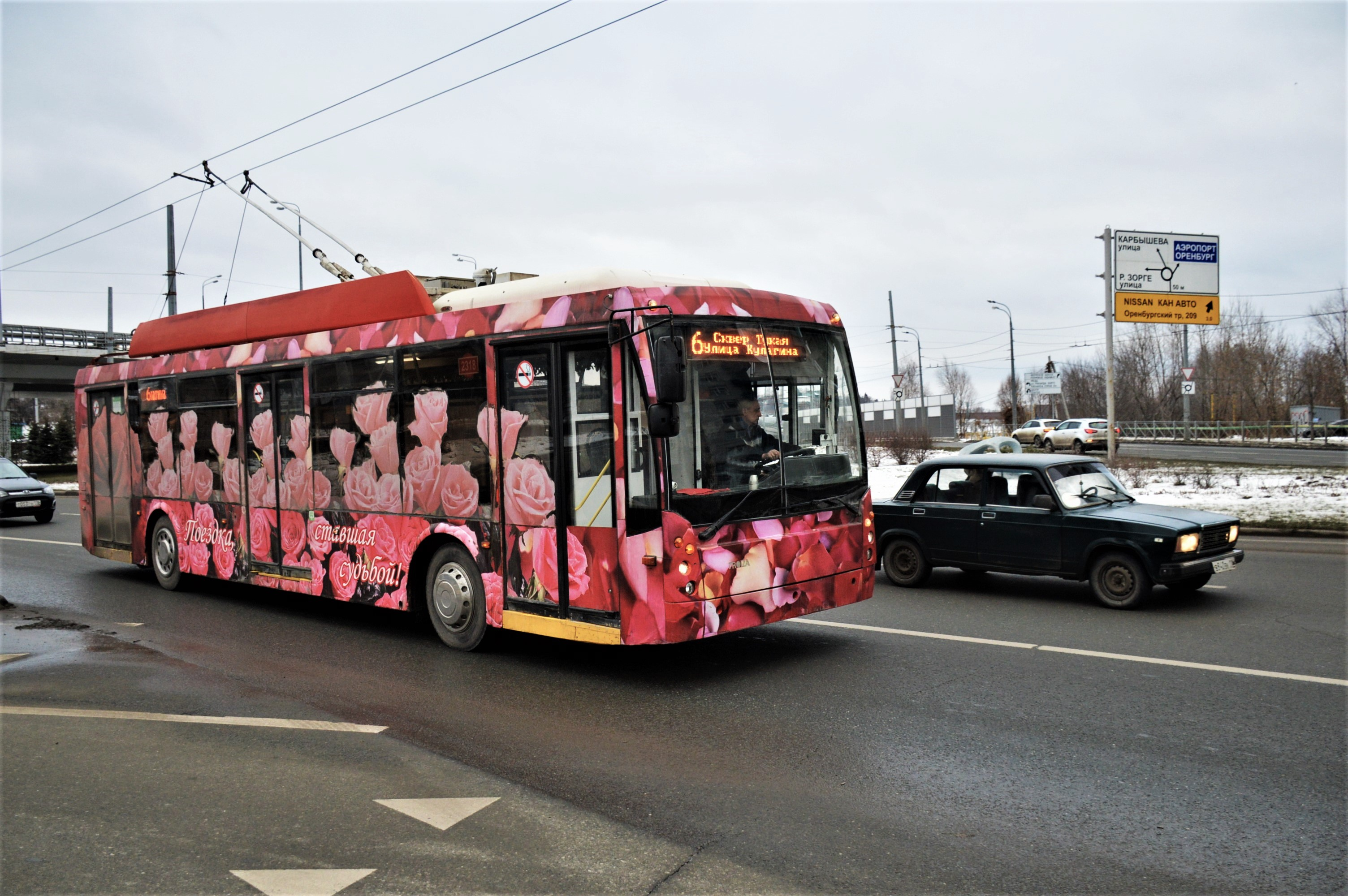
Так называемый «троллейбус любви» (6-й маршрут)[18][19][20] на Танковом кольце